# Hypolaena
Hypolaena is een geslacht uit de familie Restionaceae. Het geslacht is endemisch in Australië, waar de soorten voorkomen in het oosten en zuiden van het land.

## Soorten
- Hypolaena caespitosa B.G.Briggs & L.A.S.Johnson
- Hypolaena exsulca R.Br.
- Hypolaena fastigiata R.Br.
- Hypolaena humilis (Gilg) B.G.Briggs & L.A.S.Johnson
- Hypolaena pubescens (R.Br.) Nees
- Hypolaena robusta Meney & Pate
- Hypolaena viridis B.G.Briggs & L.A.S.Johnson